# Peniophora fasticata
Peniophora fasticata är en svampart som beskrevs av Boidin & Lanq. 1995. Peniophora fasticata ingår i släktet Peniophora och familjen Peniophoraceae.   Inga underarter finns listade i Catalogue of Life.